# Xã Cedarville, Michigan
Xã Cedarville (tiếng Anh: Cedarville Township) là một xã thuộc quận Menominee, tiểu bang Michigan, Hoa Kỳ. Năm 2010, dân số của xã này là 253 người.